# Fladaträsket
Fladaträsket är en sjö i Finland. Den ligger i kommunen Kaskö i landskapet Österbotten, i den sydvästra delen av landet, 300 km nordväst om huvudstaden Helsingfors. Fladaträsket ligger 13 meter över havet. Arean är 2,3 hektar och strandlinjen är 0,68 kilometer lång. Sjön  ingår i Egentliga Bottenhavets avrinningsområde.   Den ligger på ön Kaskö.